# Jang Ťi
Jang Ťi (čínsky pchin-jinem Yáng Jī, znaky zjednodušené 杨基, tradiční 楊基; 1334 – asi 1383) byl čínský básník, esejista a malíř žijící na přelomu jüanského a mingského období, jeden ze „čtyř velikánů ze Su-čou“.

## Jména
Jang Ťi používal zdvořilostní jméno Meng-caj (čínsky pchin-jinem Mèngzài, znaky zjednodušené 孟载, tradiční 孟載) a pseudonym Mej-an (čínsky pchin-jinem Méiān, znaky 眉庵).

## Život
Jang Ťi pocházel ze Su-čou (v moderní provincii Ťiang-su), předního kulturního centra tehdejší Číny. Vynikl jako malíř-krajinář i básník. Zapojil se do sučouských literárních kruhů, se svými vrstevníky, básníky a malíři Kao Čchim, Sü Penem a Čang Jüem je zahrnován mezi „čtyři velké literáty ze Su-čou“. Čtveřice ještě s dalšími sučouskými literáty tvořila umělecký kroužek zvaný „přátelé od severní hradby“, pod neformálním vedením Kao Čchiho.
Po polovině 50. let 14. století přijal místo v jeho administrativě Čang Š’-čchenga, jednoho z vůdců povstání rudých turbanů.
Roku 1367 byl Čang Š’-čcheng poražen Ču Jüan-čangem, který se příští rok jmenoval císařem nové říše Ming a sjednotil Čínu pod svou vládou. Řada sučouských vzdělanců těžce doplatila na nedůvěru Ču Jüan-čanga k bývalým stoupencům Čang Š’-čchenga, Jang Ťi byl mezi nimi, když zemřel následkem těžké práce, k níž byl odsouzen.